# Тайри (остров)
Тайри (англ. Tiree, гэльск. Tiriodh) — самый западный крупный остров в архипелаге Внутренние Гебриды, в западной части Шотландии. Административно относится к округу Аргайл-энд-Бьют. 
Остров в целом равнинный, только на западе острова есть холмы выше 100 м. Почвы плодородны, и сельское хозяйство, наряду с туризмом, является основной экономической активностью на острове. Главный населенный пункт острова — деревня Скариниш на южном побережье.
На острове расположен небольшой одноимённый аэропорт с ежедневными рейсами в Глазго, Обан и на соседний остров Колл. Также соединён паромными переправами с Обаном, Коллом и островом Баррой на юге Внешних Гебридских островов.